# Oleg Viktorovitch Antonov
Pour les articles homonymes, voir Oleg Antonov (homonymie) et Antonov.
Oleg Viktorovitch Antonov (en russe : Оле́г Ви́кторович Анто́нов) est un ancien joueur désormais entraîneur soviétique puis russe de volley-ball né le 27 février 1970 à Maloïaroslavets (oblast de Kalouga, alors en URSS).

## Biographie
Il est le frère cadet de Iaroslav Antonov, également joueur soviétique et russe de volley-ball, et l'oncle d'Oleg Antonov, joueur international italien de volley-ball.

## Clubs

### Joueur
| Club                  | De        | À         |
| --------------------- | --------- | --------- |
| CSKA Moscou           | 1989-1990 | 1994-1995 |
| Aon hotVolleys Vienne | 1995-1996 | 1996-1997 |
| Oural Oufa            | 1997-1998 | 1997-1998 |
| Azot Tcherkassy       | 1998-1999 | 1999-2000 |
| MAOAM Mendig          |           |           |
| Fakel Novy Ourengoï   |           |           |
| Neftiekhimik Salavat  |           |           |
| Zorki Krasnogorsk     |           |           |

### Entraîneur
| Club            | De        | À         |
| --------------- | --------- | --------- |
| Dinamo Moscou-2 | 2007-2008 | 2012-2013 |
| Dinamo Moscou   | 2013-2014 | ...       |

## Palmarès

### Joueur
- Championnat d'Ukraine (1)
  - Vainqueur : 2000
  - Finaliste : 1999
- Championnat d'Autriche (2)
  - Vainqueur : 1996, 1997
- Championnat d'URSS (2)
  - Vainqueur : 1990, 1991
- Coupe d'Ukraine (2)
  - Vainqueur : 1999, 2000
- Coupe d'Autriche (2)
  - Vainqueur : 1996, 1997

### Entraîneur
- Ligue des champions
  - Finaliste : 2010
- Championnat de Russie
  - Finaliste : 2011
- Supercoupe de Russie (1)
  - Vainqueur : 2009